# Salaire maximum
Le salaire maximum (ou revenu maximal) est une politique publique hypothétique par laquelle le législateur fixe un plafond de revenu ne pouvant être dépassé. Le revenu maximal, dont on retrouve la trace chez Platon, est proposé par plusieurs mouvements politiques, notamment à l'extrême gauche, et obéit à des considérations variées.

## Histoire
On retrouve une réflexion sur un revenu maximal chez le philosophe grec Platon.
Une réglementation sur le salaire maximal des ouvriers est promulguée par ordonnance royale en 1383 en France.
En Angleterre, le « Statut des artificiers de 1562 (en) » a mis en œuvre les lois du travail obligatoire et fixe les échelles de salaire maximum ; la justice de paix peut fixer le salaire en fonction de « l'abondance ou la rareté de l'époque ». 
Pour contrer l'augmentation des salaires en vigueur en raison de la pénurie de main-d'œuvre, les colonies américaines au XVIIe siècle ont créé un salaire plafond et la durée minimale de l'emploi.
Des revenus maximaux ont été établis pour les fonctionnaires et les communistes après la Révolution d'Octobre, sous le nom de partmaximum. Le partmaximum a été aboli par Staline en 1932.
Aux États-Unis en 1942, le président Franklin Delano Roosevelt déclarait : « Aucun citoyen américain ne doit avoir un revenu (après impôt) supérieur à 25 000 dollars par an ». Sa politique fiscale imposait les plus hautes tranches de revenus à 88%, imposition augmentée à 94% en 1944-1945 .
Le revenu maximal a été imposé par quelques gouvernements sociaux-démocrates, comme celui de la Suède durant les années 1960. Toutefois, la politique a été critiquée, et plus tard, les militants avaient une "révolte fiscale" et ont demandé au gouvernement de réduire les impôts marginaux supérieurs.[réf. nécessaire]
Lors de sa course à l'investiture présidentielle des années 2000 du Parti Vert, Jello Biafra a appelé à un salaire maximum de 100 000 $ aux États-Unis et à la réduction de l'impôt sur le revenu à zéro pour tous les revenus inférieurs à ce niveau[pas clair]. Biafra a affirmé qu'il augmenterait les impôts prélevés sur les plus riches et qu'il réduirait les impôts pour les citoyens des classes moyenne et pauvre. [réf. nécessaire]
Le 4 février 2009, le président américain Barack Obama a annoncé son intention de limiter à 500 000 dollars les revenus annuels globaux des patrons d'entreprises renflouées par l'État.
Le Front de gauche, et Jean-Luc Mélenchon défendent l'idée d'un salaire maximum dans leur programme pour l'élection présidentielle de 2012 : « Par la fiscalité, nous établirons un revenu maximum fixé à 20 fois le revenu médian (soit aujourd’hui 360 000 euros par an) »,. 
Le Parti socialiste fait voter en 2016 une loi obligeant l'assemblée générale des actionnaires des entreprises à actionnaires à voter la rémunération des dirigeants de l'entreprise.

## Arguments

### Redistribution des richesses
La possibilité d'un salaire maximal est parfois fondée sur l'idée que le système de redistribution des richesses actuel est limité par une imposition trop faible sur les hauts salaires. Un salaire maximum permettrait ainsi d'éviter une concentration des richesses trop excessive. Le salaire maximal pourrait ainsi se substituer à une correction des inégalités salariales par la redistribution.
Cet argument se base sur l'idée que les inégalités salariales nuiraient à la cohésion de la société.

### Efficacité économique
Les grandes entreprises pour le choix de leurs dirigeants sont dans un domaine où la surenchère sur la rémunération, directe ou indirecte, est très importante car elle conduirait à une situation dans laquelle « La référence n’est [...] plus la performance absolue du dirigeant mais la rémunération à laquelle il peut prétendre ailleurs ». Fixer un revenu maximal permettrait aux entreprises de consacrer moins d'argent pour la rémunération des dirigeants. En France, Jacques Généreux et Olivier Ferrand défendent un tel dispositif.

## Limites et critiques

### Réduction de l'investissement
Milton Friedman affirme qu'une telle politique réduirait l'incitation à innover et, pour les employés hautement qualifiés, à poursuivre des travaux exigeants. Ce recul de l'innovation serait problématique puisque l'innovation est une source de croissance économique[réf. nécessaire].
Les économistes autrichiens et les libertariens du think tank du Centre Mackinac pour les politiques publiques soutiennent que l'augmentation de la demande pour du travail induite par un salaire maximum empêchera l'économie d'être efficace parce que les gens vont essayer de contourner une situation où les salaires sont maintenus au-dessous des niveaux du marché libre,.

### Un dispositif facilement contournable
L'économiste Thomas Piketty pense qu'un salaire maximum réglementaire peut être facilement contourné en versant d'autres types de rémunérations. En outre, les revenus peuvent prendre différentes formes et être multiples tels les revenus financiers ou les rentes patrimoniales (héritage). C'est pourquoi il préfère utiliser l'outil fiscal et propose des taux marginaux de taxe sur les très hauts revenus de l'ordre de 60 à 70 %. Ce fut d'ailleurs le cas aux États-Unis dès 1932, comme le rappelle Thomas Piketty : « En 1932, quand Roosevelt arrive au pouvoir, le taux de l’impôt fédéral sur le revenu applicable aux plus riches était de 25 % aux États-Unis. Le nouveau président décide de le porter immédiatement à 63 %, puis 79 % en 1936, 91 % en 1941, niveau qui s’appliqua jusqu’en 1964, avant d’être réduit à 77 %, puis 70 % en 1970. Pendant près de cinquante ans, des années 30 jusqu’en 1980, jamais le taux supérieur ne descendit au-dessous de 70 %, et il fut en moyenne de plus de 80 %. ». Avec un taux marginal de 99,99 % on pourrait obtenir le même effet que la fixation d'un salaire maximum mais au niveau de l'ensemble des revenus perçus.

## Dans la culture populaire
Dans le film Pater (2011) réalisé par Alain Cavalier, le Premier ministre (Vincent Lindon) propose de faire passer une loi visant à imposer un salaire maximum. Dans le film, le Premier ministre propose un rapport de 1 à 10 entre le salaire minimum et le salaire maximum tandis que le Président propose un rapport de 1 à 15.